# Joel Richards
Joel Richards (* 7. Jänner 2004) ist ein österreichischer Fußballspieler.

## Karriere
Richards begann seine Karriere beim ASK Erlaa. Im Jänner 2011 wechselte er zum FK Austria Wien. Im September 2013 schloss er sich dem Floridsdorfer AC an. Zur Saison 2014/15 zog er weiter zur ISS Admira. Im März 2017 kehrte er in die Jugend des FAC zurück. Im Juni 2021 spielte er erstmals für die Amateure der Floridsdorfer in der fünfthöchsten Spielklasse. Insgesamt kam er zu 56 Einsätzen für FAC II in der 2. Landesliga, in denen er 17 Tore erzielte.
Zur Saison 2023/24 wechselte Richards zu Regionalligist FC Marchfeld Donauauen. Für Marchfeld machte er zwei Tore in 14 Einsätzen in der Regionalliga. Zur Saison 2024/25 schloss er sich dem Ligakonkurrenten Wiener Sport-Club an. Für den WSC lief er siebenmal in der Ostliga auf, ohne dabei zu treffen. Im Jänner 2025 kehrte er zu den Amateuren des Floridsdorfer AC zurück. Im Mai 2025 debütierte er für die Profis der Wiener in der 2. Liga, als er am 29. Spieltag jener Saison gegen den ASK Voitsberg in der 85. Minute für Christopher Kröhn eingewechselt wurde.